# ホセ・エミリオ・アマビスカ
ホセ・エミリオ・アマビスカ・ガラーテ(José Emilio Amavisca Gárate, 1971年6月19日 - ）は、スペインのラレド出身の元サッカー選手。現役時代のポジションはFW、左サイドのMF。

## 経歴
カンタブリア州、ラレドで生まれたアマビスカは、地元のクラブであるSDラレドに入団、1988-89シーズンにテルセーラ・ディビシオン優勝を経験。翌年にレアル・バリャドリードへと移籍した。1992-93シーズンにUEリェイダへレンタル移籍した。
1994年夏にレアル・マドリードに加入、移籍初年度は10得点を挙げ、4年ぶりにプリメーラ・ディビシオンを制覇、1997-98年のチャンピオンズリーグ決勝でも後半途中から出場するなど、多くのタイトルを獲得した。1994-95年のクラシコFCバルセロナ戦ではサモラーノの先制ゴールをアシストすると自らもゴールを決め、5-0での勝利を引き寄せるなど、同シーズンはドン・バロン・アワードの最優秀スペイン人選手に選ばれた。
1999年1月、地元カンタブリア州に本拠地を置くラシン・サンタンデールに移籍。2001年から所属したデポルティーボ・ラ・コルーニャでは、プリメーラ・ディビシオン2位となったほか、カップやスーパーカップも手にした。しかし、続く2年はフランやアルベルト・ルケなどの存在もあって、出場機会は限られるものとなった。2004年から1年間RCDエスパニョールでプレーした後、引退した。
バルセロナオリンピックにスペイン代表として出場し、金メダルを獲得。1994年9月7日のUEFA欧州選手権1996予選、キプロス代表戦でフル代表デビュー。1996年の欧州選手権にも出場した。

## 所属クラブ
- 1988-1994  レアル・バリャドリード
  - 1991-1992  UEリェイダ　（loan）
- 1994-1998  レアル・マドリード
- 1999-2001  ラシン・サンタンデール
- 2001-2004  デポルティーボ・ラ・コルーニャ
- 2004-2005  RCDエスパニョール

## タイトル
- レアル・マドリード
  - リーガ・エスパニョーラ 1994-95, 1996-97
  - スーペルコパ・デ・エスパーニャ 1994, 1996
  - UEFAチャンピオンズカップ 1997-98
  - インターコンチネンタルカップ 1998
- デポルティーボ・ラ・コルーニャ
  - コパ・デル・レイ 2001-02
  - スーペルコパ・デ・エスパーニャ 2002
- スペイン代表
  - バルセロナオリンピック 優勝